# Circonscription de Ben Arous
La circonscription de Ben Arous est une ancienne circonscription électorale tunisienne. Elle couvre le territoire du gouvernorat de Ben Arous.
Le décret-loi no 2022-55 du 15 septembre 2022 la divise en neuf circonscriptions.

## Résultats électoraux

### Élections de la VIIIelégislature (1989)
Six listes présentent des candidats mais trois d'entre elles ne sont pas validées : celles du Mouvement des démocrates socialistes (MDS) dont la tête de liste est Khemaïs Chammari, du Parti social-libéral présidée par Fethi Karboul et de l'Union démocratique unioniste présidée par Brahim Bouderbala.
- Nombre d'inscrits : 88 687
- Nombre de votants : 57 212
- Pourcentage : 64,51 %
- Bulletins non validés : 2 117
- Votes validés : 55 095

Les trois listes en compétition obtiennent les résultats suivants :
| Parti ou liste                             | Tête de liste             | Voix obtenues | Pourcentage |
| ------------------------------------------ | ------------------------- | ------------- | ----------- |
| Indépendant                                | Hamouda Ben Slama         | 35 520        | 64,70 %     |
| Liste indépendante (de tendance islamiste) | Mohamed Néjib Ben Youssef | 16 449        | 30 %        |
| Rassemblement socialiste progressiste      | Mustapha Ben Ghorbal      | 2 924         | 5,30 %      |

### Élections de la Xelégislature (1999)
| Parti ou liste                             | Tête de liste                    | Voix obtenues | Pourcentage |
| ------------------------------------------ | -------------------------------- | ------------- | ----------- |
| Rassemblement constitutionnel démocratique | Abdellatif Ben El Mekki          | 112 707       | 87,10 %     |
| Mouvement des démocrates socialistes       | Mohamed Moncef Jellouli          | 6 340         | 4,90 %      |
| Mouvement Ettajdid                         | Néjib Halouani                   | 4 890         | 3,78 %      |
| Union démocratique unioniste               | Jilani Tebourbi                  | 2 096         | 1,32 %      |
| Parti de l'unité populaire                 | Arbia Ben Ammar, épouse Bouchiha | 1 617         | 1,25 %      |
| Parti social-libéral                       | Hédi Ben Afia                    | 1 021         | 0,79 %      |
| Rassemblement socialiste progressiste      | Mouldi El Fahem                  | 728           | 0,56 %      |

### Élections de l'Assemblée constituante tunisienne de 2011
- Nombre d'inscrits : 438 210
- Nombre de votants : 244 791
- Votes validés : 234 971

65 listes obtiennent l'agrément pour se présenter aux élections mais deux d'entre elles se retirent volontairement : celles de l'Union patriotique libre et du Parti de la dignité et de l'égalité.
| Rang | Parti ou liste                                                     | Voix obtenues | Pourcentage | Meilleur résultat par délégation | Plus faible résultat par délégation |
| ---- | ------------------------------------------------------------------ | ------------- | ----------- | -------------------------------- | ----------------------------------- |
| 1er  | Ennahdha                                                           | 99 489        | 42,34 %     | Mohamedia : 55,16 %              | Ezzahra : 29,97 %                   |
| 2e   | Ettakatol                                                          | 30 242        | 12,87 %     | Ezzahra : 21,02 %                | Mohamedia : 5,83 %                  |
| 3e   | Congrès pour la République                                         | 16 104        | 11,11 %     | El Mourouj : 14,50 %             | Mohamedia : 5,24 %                  |
| 4e   | Parti démocrate progressiste                                       | 11 257        | 4,79 %      | Mégrine : 6,35 %                 | Mohamedia : 2,90 %                  |
| 5e   | Pôle démocratique moderniste                                       | 6 277         | 2,67 %      | Ezzahra : 5,09 %                 | Mohamedia : 0,07 %                  |
| 6e   | Parti démocrate-social de la nation                                | 5 697         | 2,42 %      | Mohamedia : 4,64 %               | Ezzahra : 1,21 %                    |
| 7e   | Pétition populaire pour la liberté, la justice et le développement | 4 554         | 1,94 %      | Mohamedia : 3,29 %               | Ezzahra : 1,01 %                    |
| 8e   | Afek Tounes                                                        | 4 414         | 1,88 %      | Ezzahra : 3,07 %                 | Mohamedia                           |
| 9e   | Liste indépendante Al Kafaa (La Compétence)                        | 4 391         | 1,87 %      | Mégrine : 3,34 %                 | Mohamedia                           |
| 10e  | Parti communiste des ouvriers de Tunisie                           | 3 168         | 1,35 %      | El Mourouj : 1,83 %              | Radès                               |
| 11e  | L'Initiative                                                       | 2 955         | 1,26 %      | Mégrine : 213 %                  | Mohamedia                           |
| 12e  | Liste indépendante Ennoujoum (Étoiles)                             | 1 967         | 0,84 %      | Mornag : 1,24 %                  |                                     |
| 13e  | Parti du travail patriotique et démocratique                       | 1 763         | 0,75 %      | Mornag : 2,04 %                  |                                     |
| 14e  | Parti de la réforme et du développement                            | 1 556         | 0,66 %      | Fouchana : 1,35 %                |                                     |
| 15e  | Mouvement des patriotes démocrates                                 | 1 519         | 0,65 %      |                                  |                                     |
| 16e  | Mouvement du peuple unioniste et progressiste                      | 1 380         | 0,59 %      | Fouchana : 1,04 %                |                                     |
| 17e  | Liste indépendante Ennejma                                         | 1 349         | 0,57 %      |                                  |                                     |
| 18e  | Mouvement des démocrates socialistes                               | 1 341         | 0,57 %      |                                  |                                     |
| 19e  | Liste indépendante Tariq Essalama                                  | 1 269         | 0,54 %      |                                  |                                     |
| 20e  | Al Majd                                                            | 1 241         | 0,53 %      | Hammam Chott : 1,38 %            |                                     |
| 21e  | Liste Attaouafok (Consensus)                                       | 1 176         | 0,50 %      |                                  |                                     |
| 22e  | Alliance républicaine                                              | 1 137         | 0,48 %      |                                  |                                     |
| 23e  | Liste Pour la citoyenneté et les droits à la participation égale   | 1 044         | 0,44 %      |                                  |                                     |
| 24e  | Liste jeune et indépendante Al Wafa                                | 906           | 0,39 %      |                                  |                                     |
| 25e  | Mouvement du peuple                                                | 857           | 0,36 %      |                                  |                                     |
| 26e  | Parti tunisien du travail                                          | 821           | 0,35 %      |                                  |                                     |
| 27e  | Liste de coalition Unité nationale                                 | 712           | 0,30 %      | Mohamedia                        | Hammam Chott                        |
| 28e  | Liste Al Farouk (Parti du Congrès démocrate-social)                | 727           | 0,31 %      | Mornag                           | Ezzahra                             |
| 29e  | Al Amana                                                           | 715           | 0,30 %      | Mornag                           | Hammam Chott                        |
| 30e  | Parti des verts pour le progrès                                    | 712           | 0,30 %      | Mornag                           | Mégrine                             |
| 31e  | Parti de la justice et du développement                            | 697           | 0,30 %      | Mornag                           | Hammam Lif                          |
| 32e  | Union démocratique unioniste                                       | 691           | 0,29 %      | Fouchana                         | Hammam Lif                          |
| 33e  | Liste Les Forces indépendantes                                     | 683           | 0,29 %      |                                  |                                     |
| 34e  | Liste Tounes Amana                                                 | 650           | 0,28 %      |                                  |                                     |
| 35e  | Mouvement de l'unité populaire                                     | 620           | 0,26 %      | Mornag                           | Ezzahra                             |
| 36e  | Liste L'Identité et la liberté                                     | 578           | 0,25 %      | Ben Arous                        | Ezzahra                             |
| 37e  | Parti Tunisie verte                                                | 562           | 0,24 %      |                                  |                                     |
| 38e  | Parti de la justice et du développement                            | 697           | 0,30 %      | Mornag                           | Hammam Lif                          |
| 39e  | Liste L'Action et la réforme                                       | 557           | 0,24 %      |                                  |                                     |
| 40e  | Parti populaire pour la liberté et le progrès                      | 507           | 0,22 %      | El Mourouj                       | Ezzahra                             |
| 41e  | Parti Tounes El Karama                                             | 484           | 0,21 %      | Mornag                           | Ezzahra                             |
| 42e  | Parti de l'ouverture et de la fidélité                             | 460           | 0,20 %      |                                  |                                     |
| 43e  | Union populaire républicaine                                       | 448           | 0,19 %      |                                  |                                     |
| 44e  | Liste Chabab el-yasmin (Jeunes du jasmin)                          | 449           | 0,19 %      |                                  |                                     |
| 45e  | Liste Fajr el-horriya (Aube de la liberté)                         | 439           | 0,19 %      |                                  |                                     |
| 46e  | Parti de la culture et du travail                                  | 419           | 0,18 %      |                                  |                                     |
| 47e  | Justice and development party                                      | 399           | 0,17 %      |                                  |                                     |
| 48e  | Al Wifak                                                           | 400           | 0,17 %      |                                  |                                     |
| 49e  | Coalition Al Oumma                                                 | 393           | 0,17 %      |                                  |                                     |
| 50e  | Parti Baath                                                        | 382           | 0,16 %      | El Mourouj                       | Ezzahra                             |
| 51e  | Liste Al Hourra                                                    | 366           | 0,16 %      | Mohamedia                        | Hammam Chott                        |
| 52e  | Liste Al Wafa (La Fidélité)                                        | 362           | 0,15 %      |                                  |                                     |
| 53e  | Liste Arrached                                                     | 354           | 0,15 %      |                                  |                                     |
| 54e  | Liste Al Hadatha (La Modernité)                                    | 319           | 0,14 %      |                                  |                                     |
| 55e  | Liste Al Idhafa (L'Atout)                                          | 316           | 0,13 %      |                                  |                                     |
| 56e  | Mouvement tunisien de l'action maghrébine                          | 309           | 0,13 %      |                                  |                                     |
| 57e  | Parti libéral tunisien                                             | 306           | 0,13 %      |                                  |                                     |
| 58e  | Liste Chabab ettahaddi (Jeunesse du défi)                          | 316           | 0,13 %      |                                  |                                     |
| 59e  | Mouvement réformateur tunisien                                     | 274           | 0,12 %      |                                  |                                     |
| 60e  | Liste Feuille verte (MDS, clan Taïeb Mohsni)                       | 244           | 0,10 %      |                                  |                                     |
| 61e  | Alliance libérale                                                  | 218           | 0,09 %      |                                  |                                     |
| 62e  | Parti social-démocrate de la justice                               | 207           | 0,09 %      |                                  |                                     |
| 63e  | Parti républicain maghrébin                                        | 190           | 0,08 %      |                                  |                                     |

## Représentants

### Constituants
|  | Nom                 | Image | Parti                                                          |
|  | ------------------- | ----- | -------------------------------------------------------------- |
|  | Noureddine Bhiri    |       | Ennahdha                                                       |
|  | Hela Hammi          |       | Ennahdha                                                       |
|  | Sadok Chourou       |       | Ennahdha                                                       |
|  | Salma Sarsout       |       | Ennahdha                                                       |
|  | Salma Hédia Mabrouk |       | Ettakatol, indépendante puis Voie démocratique et sociale      |
|  | Khemaïs Ksila       |       | Ettakatol, indépendant puis Nidaa Tounes                       |
|  | Haythem Belgacem    |       | Congrès pour la République                                     |
|  | Maya Jribi          |       | Parti démocrate progressiste puis Al Joumhouri                 |
|  | Nizar Kacem         |       | Parti démocrate-social de la nation puis indépendant           |
|  | Salma Baccar        |       | Pôle démocratique moderniste puis Voie démocratique et sociale |

### Députés
La circonscription de Ben Arous est établie à partir de la VIIe législature.
|  | Nom               | Parti                                                  |
|  | ----------------- | ------------------------------------------------------ |
|  | Lassaad Ben Osman | Union nationale (Parti socialiste destourien)          |
|  | Mustapha Filali   | Union nationale (Parti socialiste destourien)          |
|  | Abdallah Abab     | Union nationale (Parti socialiste destourien)          |
|  | Taoufik Essid     | Union nationale (Parti socialiste destourien)          |
|  | Hassen Hammoudia  | Union nationale (Union générale tunisienne du travail) |

|  | Nom               | Parti                                      |
|  | ----------------- | ------------------------------------------ |
|  | Hamouda Ben Slama | Indépendant                                |
|  | Néziha Mezhoud    | Rassemblement constitutionnel démocratique |
|  | Abdallah Abab     | Rassemblement constitutionnel démocratique |
|  | Taoufik Essid     | Rassemblement constitutionnel démocratique |
|  | Ali Chebbi        | Rassemblement constitutionnel démocratique |

|  | Nom                                                    | Parti                                                                |
|  | ------------------------------------------------------ | -------------------------------------------------------------------- |
|  | Fethi Houidi remplacé par Mounira Aouididi             | Rassemblement constitutionnel démocratique                           |
|  | Fatma Khouini                                          | Rassemblement constitutionnel démocratique                           |
|  | Abdallah Abab                                          | Rassemblement constitutionnel démocratique                           |
|  | Mohamed Aouini                                         | Rassemblement constitutionnel démocratique                           |
|  | Tajeddine Berrahal                                     | Rassemblement constitutionnel démocratique                           |
|  | Slaheddine Mestaoui                                    | Rassemblement constitutionnel démocratique                           |
|  | Khemaïs Chammari remplacé par Arbia Ben Ammar Bouchiha | Mouvement des démocrates socialistes puis Parti de l'unité populaire |

|  | Nom                     | Parti                                                                           |
|  | ----------------------- | ------------------------------------------------------------------------------- |
|  | Abdellatif Ben El Mekki | Rassemblement constitutionnel démocratique                                      |
|  | Mounira Aouididi        | Rassemblement constitutionnel démocratique                                      |
|  | Abdallah Abab           | Rassemblement constitutionnel démocratique                                      |
|  | Mohamed Aouini          | Rassemblement constitutionnel démocratique                                      |
|  | Tajeddine Berrahal      | Rassemblement constitutionnel démocratique                                      |
|  | Slaheddine Mestaoui     | Rassemblement constitutionnel démocratique                                      |
|  | Habib Attig             | Rassemblement constitutionnel démocratique-Union générale tunisienne du travail |
|  | Mohamed Moncef Jellouli | Mouvement des démocrates socialistes                                            |
|  | Néjib Halouani          | Mouvement Ettajdid                                                              |

|  | Nom                     | Parti                                      |
|  | ----------------------- | ------------------------------------------ |
|  | Abdellatif Ben El Mekki | Rassemblement constitutionnel démocratique |
|  | Mounira Aouididi        | Rassemblement constitutionnel démocratique |
|  | Abdallah Abab           | Rassemblement constitutionnel démocratique |
|  | Mohamed Aouini          | Rassemblement constitutionnel démocratique |
|  | Chedly Borgi            | Rassemblement constitutionnel démocratique |
|  | Youssef Bellagha        | Rassemblement constitutionnel démocratique |
|  | Aouatef Boughnim        | Rassemblement constitutionnel démocratique |
|  | Monji Ketlane           | Mouvement des démocrates socialistes       |
|  | Faten Echarkaoui        | Parti des verts pour le progrès            |

|  | Nom                         | Parti                                      |
|  | --------------------------- | ------------------------------------------ |
|  | Naceur Gharbi               | Rassemblement constitutionnel démocratique |
|  | Abdallah Abab               | Rassemblement constitutionnel démocratique |
|  | Zahra Mhirsi                | Rassemblement constitutionnel démocratique |
|  | Tahar Chankal               | Rassemblement constitutionnel démocratique |
|  | Youssef Bellagha            | Rassemblement constitutionnel démocratique |
|  | Souad Chergui Ben Ammar     | Rassemblement constitutionnel démocratique |
|  | Abdallah Majid Belhaj Yahia | Rassemblement constitutionnel démocratique |
|  | Aouatef Boughnim            | Rassemblement constitutionnel démocratique |
|  | Hinda Essrarfi Alani        | Rassemblement constitutionnel démocratique |
|  | Monji Ketlane               | Mouvement des démocrates socialistes       |
|  | Faten Echarkaoui            | Parti des verts pour le progrès            |